# Lucien Lévy-Bruhl
Lucien Lévy-Bruhl (Parijs, 10 april 1857 - aldaar, 13 maart 1939) was een Frans filosoof, socioloog en antropoloog. Hij is vooral bekend vanwege zijn studie van de 'primitieve mentaliteit' in La Mentalité primitive (1922). Lévy-Bruhl stelde dat er twee vormen van menselijk denken waren: enerzijds het primitieve, prelogische denken en anderzijds het beschaafd-logisch denken. Primitieve volkeren worden volgens hem getypeerd door een zeker mythisch denken, terwijl de beschaafde geest zich juist onderscheidt door een rationeel denken. In die zin pleitte Lévy-Bruhl voor een andere benadering van de irrationele factoren in de overtuigingen en tradities van bepaalde beschavingen. Hij ging hiermee in tegen een toen in Frankrijk heersende traditie, bijvoorbeeld bij Émile Durkheim, die ook 'primitieve' beschavingen benaderde vanuit logische standaarden.
Lévy-Bruhl was familie van Alfred Dreyfus en ook een van de eersten die hem publiekelijk verdedigde. Hij vroeg naar aanleiding van de dreyfusaffaire aan Alexandre Koyré om de dagboeken van Maximilian von Schwartzkoppen in het Frans te vertalen, om de onschuld van Dreyfus te bewijzen. Dit deed Koyré en deze dagboeken zijn gepubliceerd als Les carnets de Schwartzkoppen. Lévy-Bruhl was daarnaast ook de oom van Hélène Metzger, een wetenschapshistoricus die zich sterk liet inspireren door het werk van Lévy-Bruhl.